# Johann Christoph Bodinus
Johann Christoph Bodinus (getauft am 20. Januar 1690 in Rippersroda; begraben am 20. August 1727 in Frankfurt am Main) war ein deutscher Komponist und evangelischer Kirchenmusiker der Barockzeit.

## Leben
Bodinus erhielt ersten musikalischen Unterricht bei seinem Vater Adam Georg, Kantor zu Apfelstädt. Er absolvierte das Gymnasium wahrscheinlich in Gotha und studierte Jura in Halle (1710) und Jena (1713). Wahrscheinlich erwarb er keinen Abschluss. 1717 kam er nach Frankfurt am Main und wurde Assistent des städtischen Musikdirektor und Kapellmeisters der Barfüßerkirche, Georg Philipp Telemann. Nach Telemanns Weggang nach Hamburg berief ihn der Rat der Stadt am 17. September 1721 auf Vorschlag der Scholarchen, einer vierköpfigen Ratskommission, der die Schulaufsicht oblag, zu dessen Nachfolger. Die Barfüßerkirche war seit der Reformation die Hauptkirche der evangelischen Reichsstadt. Für den Chorgesang in der Kirche waren die Schüler und Lehrer des städtischen Gymnasiums zuständig, das seinen Sitz seit 1540 in den ehemaligen Klosterräumen hatte.
Am 25. Dezember 1722 erhielt Bodinus das Frankfurter Bürgerrecht. Er heiratete am 18. Januar 1724 Margarethe Dorothea Werlin, Tochter des Goldschmieds Johann Casimir Werlin. Margarethe entstammte der einflussreichen Familie des Stadtschultheißen Johann Heinrich Werlin. Aus der Ehe gingen eine Tochter und ein Sohn hervor.

## Werke
Von Bodinus sind 21 Kantaten überliefert. Darüber hinaus führte er zahlreiche Kantaten seines Vorgängers Telemann auf und fertigte dazu Abschriften an.